# Brabanti tartományi grófság
A brabanti tartományi grófságot 1085-ben a Német-római Birodalomhoz tartozó területekből alakították ki a Dender és a Zenne folyók között. A tartományi grófságot feltehetően a korábbi Brabant megye, az Ename-i őrgrófság, a Brüsszeli grófság és az Hainaut-i grófság északi részének összevonásával alakították ki.
1085-ben II. Hermann lotaringiai palotagróf halála után III. Henrik leuveni gróf egyesítette a tartományi grófsághoz tartozó területeket IV. Henrik német-római császár jóvoltából. Ezzel a lotaringiai gróf hűbéreséből közvetlenül a császár hűbéresévé lépett elő III. Henrik. 1183-ban a tartományi grófságot hercegi rangra emelték, továbbra is a leuveni grófok irányítása alatt. Ezzel létrejött a Brabanti Hercegség, amely a korabeli Németalföld egyik legjelentősebb állama volt, amíg bele nem olvadt a Burgundi Hercegségbe.

## Lásd még
- Brabant uralkodóinak listája

## Fordítás
- Ez a szócikk részben vagy egészben  a   Landgraafschap Brabant című holland Wikipédia-szócikk fordításán alapul.  Az eredeti cikk szerkesztőit annak laptörténete sorolja fel. Ez a jelzés csupán a megfogalmazás eredetét és a szerzői jogokat jelzi, nem szolgál a cikkben szereplő információk forrásmegjelöléseként.